# Euro Bulfoni
Euro Bulfoni (Udine, 11 ottobre 1937 – Roma, 29 giugno 1992) è stato un attore teatrale italiano.

## Biografia
Attore di teatro, diplomato all'accademia di Arte Drammatica Silvio D'Amico di Roma nel 1960.
Il suo stile interpretativo si è formato recitando a soggetto (seguendo cioè un canovaccio di base) nel genere teatrale detto: "Carro di Tespi" che ha avuto origine nel XVII secolo e poi sotto la scuola del celebre Memo Benassi.
Le sue interpretazioni più famose sono contenute nello spettacolo Le olimpiadi dei clown.
Ha recitato un ruolo rilevante nel film Scandali al mare del 1961
Ha inoltre eseguito varie interpretazioni di doppiaggio.
È entrato a far parte della compagnia teatrale di Antonio Salines alla fine degli anni settanta, dove ha interpretato una parte nella piece teatrale Orchestra di dame.

## Filmografia
- Scandali al mare, regia di Marino Girolami (1961)
- Un marziano a Roma, regia di Antonio Salines (1983)